# Negreiros
Negreiros é uma povoação portuguesa do Município de Barcelos que foi sede da extinta Freguesia de Negreiros, freguesia que tinha 4,46 km² de área e 1 618 habitantes (2011), e, por isso, uma densidade populacional de 362,8 hab/km².
A Freguesia de Negreiros foi extinta em 2013, no âmbito de uma reforma administrativa nacional, tendo sido agregada à freguesia de Chavão, para formar uma nova freguesia denominada União das Freguesias de Negreiros e Chavão da qual é sede.

## População
| População da freguesia de Negreiros (1864 – 2011) | População da freguesia de Negreiros (1864 – 2011) | População da freguesia de Negreiros (1864 – 2011) | População da freguesia de Negreiros (1864 – 2011) | População da freguesia de Negreiros (1864 – 2011) | População da freguesia de Negreiros (1864 – 2011) | População da freguesia de Negreiros (1864 – 2011) | População da freguesia de Negreiros (1864 – 2011) | População da freguesia de Negreiros (1864 – 2011) | População da freguesia de Negreiros (1864 – 2011) | População da freguesia de Negreiros (1864 – 2011) | População da freguesia de Negreiros (1864 – 2011) | População da freguesia de Negreiros (1864 – 2011) | População da freguesia de Negreiros (1864 – 2011) | População da freguesia de Negreiros (1864 – 2011) |
| ------------------------------------------------- | ------------------------------------------------- | ------------------------------------------------- | ------------------------------------------------- | ------------------------------------------------- | ------------------------------------------------- | ------------------------------------------------- | ------------------------------------------------- | ------------------------------------------------- | ------------------------------------------------- | ------------------------------------------------- | ------------------------------------------------- | ------------------------------------------------- | ------------------------------------------------- | ------------------------------------------------- |
| 1864                                              | 1878                                              | 1890                                              | 1900                                              | 1911                                              | 1920                                              | 1930                                              | 1940                                              | 1950                                              | 1960                                              | 1970                                              | 1981                                              | 1991                                              | 2001                                              | 2011                                              |
| 548                                               | 573                                               | 506                                               | 521                                               | 564                                               | 586                                               | 666                                               | 787                                               | 976                                               | 1 030                                             | 1 190                                             | 1 450                                             | 1 615                                             | 1 724                                             | 1 618                                             |

## Localização
Negreiros está integrada no Município de Barcelos, Distrito de Braga, localizando-se numa planície da bacia orográfica do Rio Este e a cerca de 15 km da sede do concelho. Abrangendo uma área de 491 ha, o seu território confina a Norte com Chorente e Chavão; a Nascente com Grimancelos e Gondifelos (esta de Famalicão); a Sul com Balazar (de Póvoa de Varzim); e a Poente com Macieira de Rates.
Era composta por 17 lugares: Aldeia de Cima, Aldeia Nova, Além, Bouça, Corgo, Ferreiros, Igreja, Mocha, Monte, Pedreira, Penas, Sardoeira, Seara, Terra Negra, Vila, Vilar e Xisto.

## Heráldica
A ordenação heráldica do Brasão, Bandeira e Selo da Freguesia de Negreiros, tendo em conta o parecer da Comissão de Heráldica da Associação dos Arqueólogos Portugueses de 16 de Março de 1999, foi aprovada, sob proposta da Junta de Freguesia, em Sessão Ordinária da Assembleia de Freguesia de 19 de Abril de 1999.
Brasão – Escudo de vermelho, uma espiga de milho de ouro, folhada do mesmo e, em chefe, uma mó de prata а dextra e uma mó cosida de negro а sinistra. Coroa mural de prata de três torres. Lintel branco, com a legenda a negro: “NEGREIROS – BARCELOS”.
Bandeira – Amarela. Cordão e borlas de ouro e vermelho.
Haste e lança de ouro.

## Tradições
O Cortejo de Vasos, ligado à Festa de Santa Justa e tradição única que apenas acontece em Negreiros, teve a sua origem por volta do ano de 1930.

## Festas e Romarias
As festas em honra de São Sebastião têm lugar no fim-de-semana próximo do dia 20 de Janeiro, e de Santa Justa, no último fim-de-semana de Agosto.

## Instituições
- A. C. P. – Autogiro Clube de Portugal
- A. P. P. – Associação de Pilotos de Paramotor
- A. R. C. D. N. – Associação Recreativa, Cultural e Desportiva de Negreiros

A formação da Associação Recreativa Cultural e Desportiva de Negreiros remonta ao ano de 1998(a escritura de fundação apenas tenha sido celebrada em 23 de novembro de 2000), surgindo com a premente necessidade de dinamização da sociedade local. Os hábitos e as tradições deste Povo Negreiro, servem de mote para o intensificar do sentido de comunidade e de serviço a esta.
O seu objecto social é “Promover actividades desportivas, culturais e recreativas”. Das diversas actividades realizadas destacam-se: Sessões de Esclarecimento subordinadas ao tema “Regionalização: Sim ou Não?”; Raides de Bicicleta; Magustos; Participaзгo em Projectos de Intervenção e Sensibilização Ambiental; Rally-paper; Torneios de Futebol; Conferência Sobre o Euro; Dia da Saúde: rastreio visual e auditivo, tensão arterial, diabetes e colesterol; Campanhas de Recolha de Natal para entrega a Instituições de Caridade; Espectáculos de Teatro.
- Ases Negros - Clube Motard
- Associação de Pais e Encarregados de Educação dos Alunos de Negreiros
- Futebol Clube de Negreiros

Fundado oficialmente em 29 de Junho de 1976. 
- Grupo Coral de Negreiros
- JUFRA – Juventude Franciscana

É uma fraternidade juvenil, como o próprio nome indica, inserida na Juventude Franciscana de Portugal, JUFRA/OFS. A Juventude Franciscana é a Fraternidade dos Jovens que viram no jovem Francisco de Assis, a plenitude da verdadeira experiência da vida cristã, sentindo-se por ela também atraídos.
A JUFRA/OFS-Negreiros foi fundada pelo Frei Miguel de Negreiros, com o apoio da Fraternidade OFS local. Estas duas fraternidades reúnem na Casa de Nazaré situada no lugar do Monte, 4775 Negreiros
- O. F. S. – Ordem Franciscana Secular